# Need for Speed: Rivals
Need for Speed: Rivals (англ. Жага швидкості: Суперники) — відеогра в жанрі автосимулятора, двадцята за рахунком з серії ігор Need for Speed, що розроблена компанією Ghost Games, Criterion Games і видана Electronic Arts для платформ Microsoft Windows,PlayStation 3, Xbox 360, PlayStation 4 і Xbox One. Гра була анонсована 23 травня 2013. Її показ відбувся на виставці E3 2013. Need for Speed: Rivals є наступником гри Need for Speed: High Stakes.
За словами розробників, в грі буде більше 250 квадратних кілометрів доріг, а гравцям належить виконувати завдання за поліцейського і гонщика, щоб просунутися вперед по сюжету.
Need For Speed:Rivals являє собою гоночну аркаду, що поєднує елементи попередніх частин серії — швидкісні заїзди по автострадах, погоні і можливість зіграти як за гонщика, так і за поліцейського. Однією з ключових особливостей проекту є технологія мережевих гонок ALLDRIVE, що об'єднує поодинокі, спільні та групові заїзди.

## Геймплей
Need For Speed : Rivals схожа на Need For Speed : Hot Pursuit (2010), в ній ті ж екзотичні машини і поліцейські переслідування на високих швидкостях. Гравець може бути гонщиком або поліцейським. Доступно 11 оновлюваних гаджетів, в тому числі шокові хвилі, електромагнітні пристрої і можливість замовляти блокпости. Дія відбувається у вигаданому графстві Редвью. Відкритий світ частково нагадує Need For Speed : Most Wanted (2012) завдяки кільком трамплінам, пасткам швидкості і відкриванню нових автомобілів.
У грі використовується мережу (аналог Autolog) — система змагання між друзями, вперше розроблена для Hot Pursuit. У будь-який момент гравці можуть порівнювати статей, змагатися, хвалитися досягненнями. Введена нова соціальна система «ALLDRIVE», що дозволяє плавно переходити від одиночної гри до мультиплееру. Ця система «стирає межу між одиночним і мультиплеєрним форматом». Динамічна система погоди, за твердженнями розробників, робить світ жвавіше, ніж будь-яку іншу гру Need For Speed.
Розвиток в Rivals відбувається засобами «списків швидкості» (speedlist) для гонщиків і призначень (assignment) для поліції. Гравець повинен виконувати набори завдань, що включають небезпечне водіння, маневри і гонки.
Кастоматизація машин буде обмежена зміною текстур. За винятком Aston Martin Vanquish, машини будуть доступні тільки в гоночному або поліцейському варіантах. Вперше після Need For Speed : Hot Pursuit 2 (2002) повноцінно і офіційно включені машини марки Ferrari, в тому числі модель 458 Italia, 458 Spider, 599 GTO, Enzo Ferrari, F12 Berlinetta, F40, F50, FF.

## Список автомобілів
Всього в грі 69 автомобілів. Діляться вони на дві кар'єри, гонщика і поліцейського.

### Автомобілі гонщиків
- Aston Martin Vanquish (MkII)
- Audi R8 V10 Plus
- BMW M3 GTS (E92)
- Chevrolet Corvette Stingray (C7)
- Dodge Challenger SRT8 392 (LC)
- Ferrari 458 Spider
- Ferrari 599 GTO
- Ferrari Enzo Ferrari
- Ferrari F12 Berlinetta
- Ferrari F40 (тільки в DLC Ferrari Edizioni Speciali Racer)
- Ferrari F50 (тільки в DLC Ferrari Edizioni Speciali Racer)
- Ford GT
- Ford Mustang GT (MkVI)
- Ford Mustang GT NFS Movie Car Edition (MkV)
- GTA Spano (тільки в DLC NFS Movie Pack Racer)
- Jaguar C-X75 Prototype (тільки в DLC Просто Jaguar Racer)
- Jaguar XJ220 (тільки в DLC Просто Jaguar Racer)
- Koenigsegg One:1
- Lamborghini Aventador LP 720-4 50 ° Anniversario (LB834)
- Lamborghini Gallardo LP 570-4 Superleggera Edizione Tecnica
- Lamborghini Gallardo LP 570-4 Super Trofeo (тільки в DLC Concept Lamborghini Racer)
- Lamborghini Miura Concept (тільки в DLC Concept Lamborghini Racer)
- Lamborghini Sesto Elemento Concept (тільки в DLC NFS Movie Pack Racer)
- Lamborghini Veneno LP 750-4
- McLaren MP4-12C Spyder
- McLaren P1
- Maserati GranTurismo MC Stradale (тільки через OverWatch)
- Mercedes-Benz SLS AMG Black Series (C197)
- Mercedes-Benz SLR McLaren Roadster 722 S (R199) (тільки в DLC NFS Movie Pack Racer)
- Pagani Huayra Carbon Fiber
- Porsche 911 GT3 (991)
- Porsche 918 Spyder
- Porsche Cayman S (981C)
- SRT Viper TA (VX) (тільки в DLC Ultimate Racer Pack)

### Автомобілі поліцейських
- Aston Martin One-77
- Aston Martin Vanquish (MkII)
- Bentley Continental GT V8 (MkII)
- BMW M3 GTS (E92) (только в DLC Ultimate Cop Pack)
- BMW M6 (F13)
- Bugatti Veyron 16.4 Super Sport
- Dodge Charger SRT8 (LD)
- Chevrolet Camaro ZL1 (MkV)
- Ferrari 458 Italia
- Ferrari F40 (тільки в DLC Ferrari Edizioni Speciali Cop)
- Ferrari F50 (тільки в DLC Ferrari Edizioni Speciali Cop)
- Ferrari FF
- Ford Mustang Shelby GT500 SVT (MkV)
- GTA Spano (тільки в DLC NFS Movie Pack Cop)
- Hennessey Venom GT
- Jaguar C-X75 Prototype (тільки в DLC Просто Jaguar Cop)
- Jaguar XJ220 (тільки в DLC Просто Jaguar Cop)
- Koenigsegg Agera R
- Koenigsegg One:1
- Lamborghini Aventador LP 700-4 (LB834)
- Lamborghini Gallardo LP 560-4
- Lamborghini Gallardo LP 570-4 Super Trofeo (тільки в DLC Concept

Lamborghini Cop)
- Lamborghini Miura Concept (тільки в DLC Concept Lamborghini Cop)
- Lamborghini Murciélago LP 670-4 SuperVeloce
- Lamborghini Sesto Elemento Concept (тільки в DLC NFS Movie Pack

Cop)
- Lexus LFA
- Marussia B2
- Mercedes-Benz C 63 AMG Coupé Black Series (C204)
- Mercedes-Benz SLR McLaren 722 Edition (C199) (только в DLC NFS

Movie Pack Cop)
- McLaren F1 LM XP1
- McLaren MP4-12C
- Nissan GT-R Black Edition (R35) (тільки в DLC Ultimate Cop Pack)
- Porsche 911 Turbo (991)
- Porsche Carrera GT (980)
- SRT Viper GTS (VX)

### Автомобілі трафіку
- Audi A3
- Dodge Caliber
- Chevrolet Cobalt
- Ford Explorer
- Ford F-150 SVT Raptor SuperCab

## Карта
Місцем дії Need for Speed: Rivals є вигаданий округ Редвью. У цьому окрузі повно місць з камерами і трамплінами. Існують також ліси, поля, пустелі і гори.

## Критика
В цілому гра отримала досить змішані, але переважно позитивні відгуки. З плюсів виявили відмінну графіку ігрового рушія Frostbite 3, величезний відкритий ігровий світ і покращений Autolog (нині Need for speed Network). Серед мінусів були виявлені занадто спрощений режим тюнінгу візуалізації авто, відсутність режиму кар'єри і сюжету, а так само геймплей, що сильно нагадує гру Need for Speed: Hot Pursuit 2010 року і Need for Speed World.

## Розробка гри
Розробкою займалася шведська компанія Ghost Games, що працює спільно з Criterion Games.
2010 року Criterion Games відродила серію грою Need For Speed : Hot Pursuit (переробленою версією Need For Speed III: Hot Pursuit 1998 року). Гра виграла кілька нагород, отримала вищі оцінки в історії NFS і розійшлася тиражем понад 8,5 мільйонів копій. Керівники Criterion Games описували гру як повернення до ідеалів старих ігор Need For Speed: екзотичним автомобілям, красивим пейзажам, поліцейським переслідуванням тощо. 2011 року компанія EA Black Box випустила гру Need For Speed: The Run, що отримала неоднозначні оцінки. 2012 року президент EA Labels Френк Гибо заявив, що він хоч і гордий розробкою Black Box, але: «я не хочу 60, я хочу 80 і більше». Торкаючись EA Black Box, Гибо сказав, що видавець не має наміру змінювати стратегію зміни розробників. Втім, вже на E3 2012 віце-президент Критерій Алекс Уорд повідомив, що дні випадкового вибору розробників для щорічної частини NFS залишилися позаду. Уорд не говорив, що наступні частини NFS розроблятиме тільки Критерій, але сказав, що студія буде брати в їх створенні «активну участь».